# Rancid (album uit 2000)
Rancid is het vijfde studioalbum van de Amerikaanse punkband Rancid. Het is tevens het derde album waarvan de titel gelijk is aan de naam van de band, na Rancid (1993) en Rancid (1992). Het album werd uitgegeven op 1 augustus 2000 door het nieuwe label van Tim Armstrong, Hellcat Records. Het was daarmee ook het eerste album dat de band via Hellcat liet uitgeven. Hoewel de band tot 2014 geen albums bij Epitaph Records meer zou laten uitgeven, werd dit album toch geproduceerd door Brett Gurewitz (oprichter van Epitaph en lid van Bad Religion). Het laatste album dat Gurewitz met de band had geproduceerd, was Let's Go, dat zes jaar daarvoor uitgegeven was.

## Nummers
1. "Don Giovanni" - 0:35
2. "Disgruntled" - 1:00
3. "It's Quite Alright" - 1:29
4. "Let Me Go" - 3:13
5. "I Am Forever" - 1:04
6. "Poison" - 1:17
7. "Loki" - 0:47
8. "Blackhawk Down" - 1:41
9. "Rwanda" - 1:20
10. "Corruption" - 1:27
11. "Antennas" - 1:10
12. "Rattlesnake" - 1:42
13. "Not to Regret" - 2:16
14. "Radio Havana" - 3:42
15. "Axiom" - 1:40
16. "Black Derby Jacket" - 2:35
17. "Meteor of War" - 1:21
18. "Dead Bodies" - 1:49
19. "Rigged on a Fix" - 1:16
20. "Young Al Capone" - 1:52
21. "Reconciliation" - 1:20
22. "GGF (Golden Gate Fields)" - 3:39
23. "Sick Sick World" (Japanse bonustrack) - 1:18

## Band
- Tim Armstrong - zang, gitaar
- Lars Frederiksen - gitaar, zang
- Matt Freeman - basgitaar, zang
- Brett Reed - drums